# Yeumbeul Sud
Yeumbeul Sud est l'une des 16 communes d'arrondissement de Pikine (Sénégal), à l'entrée de la presqu'île du Cap-Vert, à l'est de Dakar. Yeumbeul en compte deux : Yeumbeul Nord et Yeumbeul Sud. Toutes deux font partie de l'arrondissement des Niayes et ont été créées en 1996.

## Géographie
|                     | Yeumbeul Nord         |                  |
| Médina Gounass      | Yeumbeul Sud          | Keur Massar Nord |
| Djidah Thiaroye Kaw | Diamaguène Sicap Mbao |                  |